# Caso família Gonçalves
O caso família Gonçalves foi um caso de familicídio envolvendo as mortes de Romuyuki Gonçalves, Flaviana Gonçalves e do filho mais novo do casal, Juan Gonçalves, em janeiro de 2020. A filha mais velha do casal, Anaflávia Gonçalves, sua então namorada, Carina Ramos, e Guilherme da Silva foram condenados, em junho de 2023, a mais de 50 anos de prisão cada pelo crime. Outros dois cúmplices, Juliano e Jonathan Ramos, primos de Carina, foram julgados em agosto de 2023.

## Contexto
Os pais de Ana não aceitavam o namoro da filha com Carina, situação que piorou quando eles deram um carro à filha e Carina transferiu o documento do veículo para o próprio nome.  
As duas já moravam juntas em outro condomínio e passavam por dificuldades financeiras, apesar de, na época, terem um salário bruto de quase 5 mil reais conjuntamente. 

## Crime
Infelizes com o fato da família não aceitar o namoro, Anaflávia e Carina planejaram roubar 85 mil reais que Romuyuki tinha ganho de herança e supostamente guardava no cofre de casa. Para isto, convenceram Juliano e Jonathan Ramos, primos de Carina, e Guilherme da Silva, a simularem um assalto. O plano foi executado na noite de 27 para 28 de janeiro de 2020, mas após o quinteto descobrir que o cofre estava vazio e que não havia dinheiro na residência, houve uma conversa entre eles, quando as duas mulheres autorizaram a morte de toda a família. Pai e filho foram levados para o quarto do adolescente onde foram mortos a pauladas. Flaviana, que chegou à casa mais tarde, foi rendida e vendada e em seguida colocada num carro dirigido por Carina.
O quinteto também roubou objetos de valoar como eletrodomésticos, joias e uma arma, além de dólares e cerca de 8 mil reais em dinheiro. 
Os três corpos foram encontrados carbonizados em uma região de mata na estrada do Montanhão, em São Bernardo do Campo, no ABC Paulista, na madrugada de 28 de janeiro de 2020. 

### Vítimas
- Romuyuki Veras Gonçalves – 43 anos; empresário prestador de serviços de uma montadora
- Flaviana de Meneses Gonçalves – 40 anos, mulher de Romuyuki; era proprietária de duas perfumarias
- Juan Victor Gonçalves – 15 anos; filho do casal Romuyki e Flaviana e irmão de Anaflávia

## Investigação
Após a polícia ser chamada ao local onde o carro queimava, as autoridades começaram as investigações e foram à casa da família, num condomínio de Santo André, onde encontraram o imóvel revirado, além de marcas de sangue pelos cômodos, mas sem sinais de arrombamento. De acordo com a perícia, litros de água sanitária e manchas de sangue foram encontrados no quarto do adolescente. Também foram localizadas manchas de sangue em peças de roupa de Ana. Um laudo preliminar apontou que, antes de terem seus corpos carbonizados, as três vítimas morreram com pauladas na cabeça. Como todos os golpes foram do lado direito, a suspeita era de que o autor fosse canhoto.
Anaflávia e Carina disseram no primeiro depoimento que a família tinha uma dívida com um agiota e que Flaviana teria saído de casa de madrugada para realizar o pagamento e depois seguiria para Minas Gerais. A presença do adolescente no carro, porém, fez a polícia desconfiar da versão. A Polícia Civil já tinha como uma das linhas de apuração uma possível briga familiar. 
As suspeitas sobre a filha ganharam força depois de as imagens da câmera de segurança mostrarem que ela e a mulher estavam na casa na noite do crime. Por diversas vezes, as duas foram flagradas manobrando os carros da família. O carro de Anaflávia e Carina também foi visto entrando e saindo do local várias vezes. Em depoimento à polícia, Carina, que chegou às 20h ao local, alegou ter entrado por volta das 22h. Câmeras mostram que ela usava um casaco com capuz, mesmo em uma noite de calor. Quando o veículo da família, um Jeep, deixou o condomínio, por volta de 1h, o carro de Carina e Ana Flávia saiu na frente. Ao serem questionadas pela polícia sobre para onde teriam ido após deixarem o condomínio, cada uma disse que se dirigiu para um lugar diferente. Imagens de câmeras de segurança do condomínio mostram o momento da saída do Jeep que, mais tarde, seria encontrado com os três mortos.
Elas foram presas preventivamente no dia 29 de janeiro de 2020 após entrarem em contradição em diversos pontos do interrogatório e após o depoimento de uma testemunha, que disse ter visto um homem de 1,90 ajudar as duas a retirar objetos pesados da casa e colocá-los num carro.  
Juliano e Jonathan foram presos nos dias posteriores e disseram que Ana e Carina haviam planejado o crime e ajudado a matar a família. Com isto elas confessaram que haviam facilitado a entrada na casa, mas negaram participação nas mortes. 

## Prisão, julgamento e pena
Anaflávia Gonçalves e Carina tiveram a prisão decretada em 29 de janeiro de 2020. Juliano foi preso em 03 de fevereiro de 2020; Jonathan se entregou no dia 10 e Guilherme tinha sido preso dias antes.
Em final de fevereiro de 2020 o Ministério Público acusou o quinteto de roubo, homicídio doloso qualificado (por motivo torpe, meio cruel e recurso que dificultou as defesas das vítimas), ocultação de cadáver e associação criminosa.
O julgamento de Ana, Carina e Guilherme aconteceu em 13 de junho de 2023 e os três foram condenados:
- Anaflávia Martins Meneses Gonçalves: 61 anos, 5 meses e 23 dias de reclusão, em regime inicial fechado
- Carina Ramos de Abreu: 74 anos, 7 meses e 10 dias de reclusão, em regime inicial fechado
- Guilherme Ramos da Silva: 56 anos, 2 meses e 20 dias de reclusão, em regime inicial fechado

Anaflávia não foi condenada pela morte do irmão, somente pelo homicídio dos pais. "Não foi como eu esperava. Não foi o que eu queria. A monstra Anaflávia só respondeu por dois homicídios. E o Juan?", disse sua avó Vera após o veredito.
O julgamento de Juliano e Jonathan aconteceu em 21 de agosto de 2023 e os dois outros foram condenados:
- Juliano Oliveira Ramos Júnior: 65 anos, 5 meses e 10 dias de reclusão em regime inicial fechado.
- Jonathan Fagundes Ramos: 56 anos, 2 meses e 20 dias de reclusão em regime inicial fechado.

Em 27 de agosto de 2024, o Tribunal de Justiça (TJ) anulou o julgamento anterior de Anaflávia, ocorrido em junho de 2023, a pedido do Ministério Público (MP). O motivo da anulação foi a acusada que havia sido condenada somente por duas das três mortes à época. No mesmo dia, o novo julgamento de Anaflávia começou com quatro testemunhas no Fórum de Santo André, Grande São Paulo. Anaflávia Martins Gonçalves foi condenada a 85 anos, 5 meses e 23 dias de prisão por roubar, matar e queimar três pessoas da própria família no ABC Paulista. Depois ocorreu o interrogatório da ré, no qual Anaflávia confirmou ter participado do roubo, mas não dos assassinatos.